# 埔心 (嘉義縣)
埔心，是臺灣嘉義縣太保市的一個傳統地域名稱，位於該市西南半葉的東南部。相較於今日行政區，其範圍大致為梅埔村東半部。

## 歷史
台灣日治初期，埔心地區為一街庄（舊制街庄），稱為「埔心庄」，隸屬於大槺榔東下堡。該庄昔日北與後潭庄為鄰，東與大崙庄為鄰，東南邊一小段與十一指厝庄為鄰，南邊為下半天庄，西邊及西北邊為梅仔厝庄。
1901年（日治明治三十四年）11月11日，全台廢縣廳改設二十廳，該庄隸屬於嘉義廳。1904年（明治三十七年）2月20日，該庄編入「後潭區」，隸屬於嘉義廳。1905年（明治三十八年）7月1日，嘉義廳內管轄區域調整，該庄仍隸屬於「後潭區」。1909年（明治四十二年）10月25日，全台合併二十廳為十二廳，後潭區仍隸屬於嘉義廳。1920年（大正九年）10月1日，全台地方制度大改正，廢十二廳改設五州二廳，該庄改制為「埔心」大字，隸屬於臺南州東石郡鹿草庄（新制街庄）。
戰後鹿草庄改制為鹿草鄉，隸屬於臺南縣，大字亦改制為村。1950年10月25日，雲、嘉、南分治，鹿草鄉改隸屬嘉義縣。1959年8月，鹿草鄉梅埔村（埔心、梅子厝兩地區）改隸太保鄉。1991年7月1日，因應嘉義縣治遷入，太保鄉升格為縣轄市太保市，村亦改制為里。

## 聚落
該地區發展較早的聚落為埔心，在日治期初期的官方地圖上已有記載。

## 交通
鄉道嘉39線是後潭至麻豆店的道路，經過本地區西部邊界地帶。